# Wright (Adelsgeschlecht)

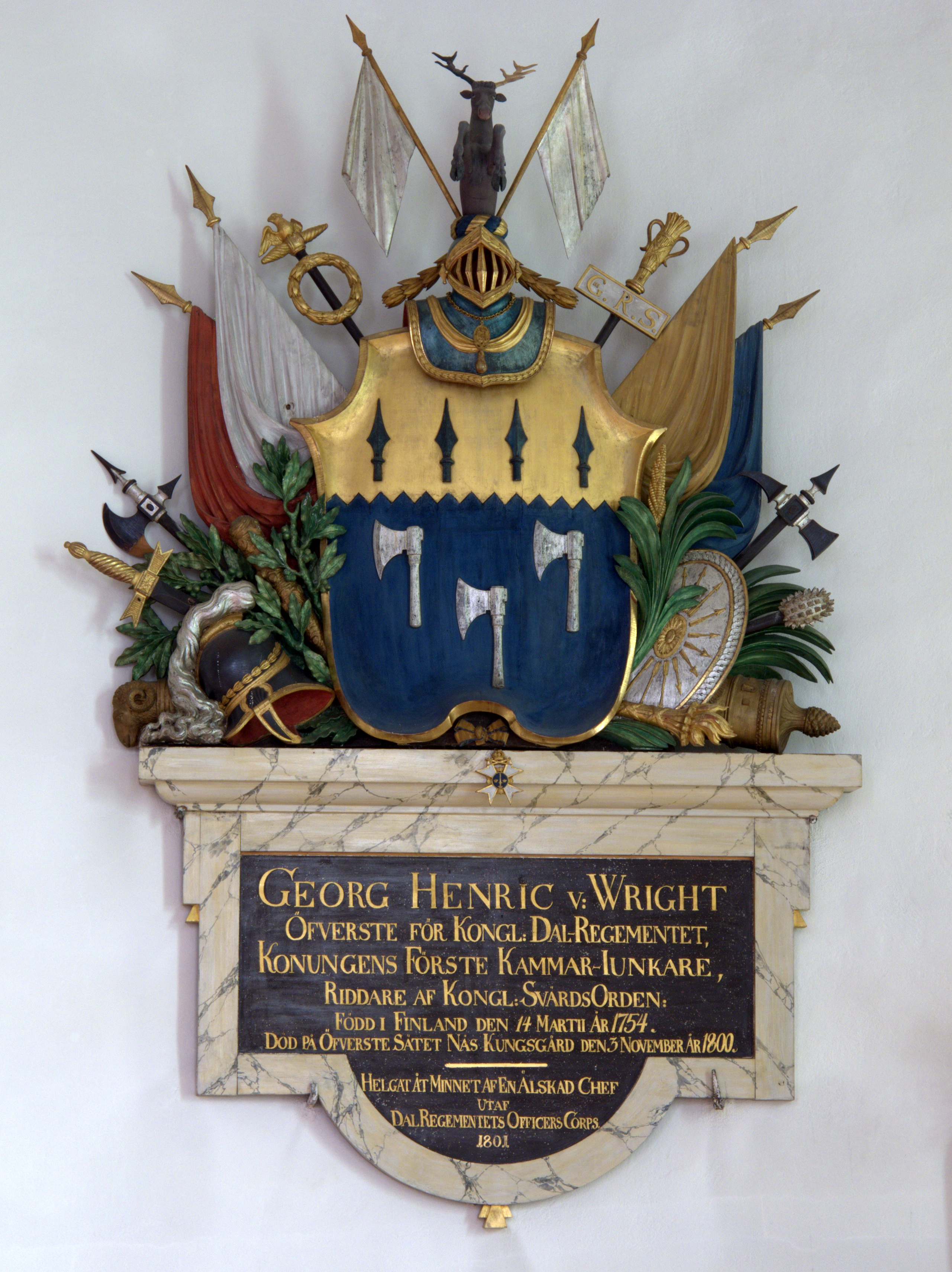
Epitaph für Georg Henrik von Wright in Husby kyrka.

Von Wright [fɔnˈvrɪkt] ist der Name eines finnischen Adelsgeschlechtes, das auf den im 17. Jahrhundert nach Schweden emigrierten Schotten George Wright aus Dundee zurückgeht.

## Bedeutende Namensträger
- Gebrüder von Wright: Wissenschaftler und Maler
  - Magnus von Wright (1805–1868)
  - Wilhelm von Wright (1810–1887)
  - Ferdinand von Wright (1822–1906)
- Georg Henrik von Wright (1916–2003), Philosoph
- Johan von Wright (1924–2015), finnischer Tischtennisspieler, Philosoph und Forscher
- Moira von Wright (* 1957), Wissenschaftlerin